# Gösta Bernhard
Karl Gösta Bernhard Nilsson (født 26. september 1910 i Västervik, død 4. januar 1986 i Stockholm) var en svensk skuespiller og filminstruktør.
Bernhard medvirkede i mere end 30 film mellem 1936 og 1975. Han instruerede også film som Dirch passer hund (1952), Dirch Passer vælter byen (1954) og Masser af Passer (1955).
Gösta Bernhard ligger begravet på Norra Begravningsplatsen i Solna kommun.

## Udvalgt filmografi
- Skandale i familien (1936)
- To tossede rekrutter (1947, også instruktør)
- Løjer med Decameron (1949, også instruktør)
- Poker (1951, også instruktør)
- Dirch passer hund (1952, også instruktør)
- 69, sergenten og jeg (1953)
- Dirch Passer vælter byen (1954, også instruktør)
- Drømmetyven (1954, også instruktør)
- Masser af Passer (1955, også instruktør)
- Det spøger på kasernen (1955)
- Niklasons (tv-serie, 1965)
- Yngsjömordet (1966)
- En enkel melodi (1974)
- Kom till Casino! (1975, også instruktør)
- Strindberg - et liv (tv-serie, 1985)